# Atelopus arthuri
Atelopus arthuri is een kikker uit de familie padden (Bufonidae) en het geslacht klompvoetkikkers (Atelopus). De soort werd voor het eerst wetenschappelijk beschreven door James Arthur Peters in 1973. De soortaanduiding arthuri is een eerbetoon aan Arthur J. Peters, die het holotype vond.
Atelopus arthuri leeft in delen van Zuid-Amerika en komt endemisch voor in Ecuador. De kikker is bekend van een hoogte van 2800 tot 2860 meter boven zeeniveau. De soort komt in een relatief klein gebied voor en is hierdoor kwetsbaar. Door de internationale natuurbeschermingsorganisatie IUCN wordt de soort beschouwd als 'kritiek'.
Atelopus arthuri leeft in vochtige bossen op berghellingen. De kikker is na 1988 nooit meer gezien, ondanks onderzoek naar de soort. Vermoed wordt dat de kikker heel zeldzaam is geworden of is uitgestorven.